# Ördögh Sándor Lajos
Ördögh Sándor Lajos, Ördögh Sándor néven is (Arad, 1907. január 31. – Brassó, 1979. december 13.) erdélyi magyar hírlapíró, szerkesztő.

## Életútja
Aradon végzett kereskedelmi iskolát, majd az ottani repülőgépgyár munkásaként bádogmesteri képesítést szerzett. 1928-ban a gyár áthelyezésével Brassóba került, ahol bekapcsolódott a sajtóéletbe.
Kezdeményezője volt az Encián turistaegyesületnek, annak lapját, az Enciánt szerkesztette megszűntéig. 1944-ben a Népi Egység belső munkatársának hívták meg, majd más MNSZ-lapok munkatársa volt. Több éven át tudósította Brassóból az itteni magyarság életéről a Romániai Magyar Szót, ill. az Előrét. Nyugalomba vonulása után visszatért a bádogosmesterséghez.